# Pnyxia schmallerbergensis
Pnyxia schmallerbergensis är en tvåvingeart som beskrevs av Menzel och Werner Mohrig 1998. Pnyxia schmallerbergensis ingår i släktet Pnyxia och familjen sorgmyggor.
Artens utbredningsområde är Tyskland. Inga underarter finns listade i Catalogue of Life.